# أطفال الغد
أطفال الغد كتبت رواية الخيال العلمي (أطفال الغد) عام 1970 للمؤلف الأمريكي الكندي (أ.ا فان فوغت). 
| الكاتب      | (أ.ا فان فوغت)             |
| مصمم الغلاف | (جون شونهير)               |
| البلد       | الولايات المتحدة الأمريكية |
| اللغة       | الانجليزية                 |
| النوع       | خيال علمي                  |
| الناشر      | ايس بوكس                   |
| تاريخ النشر | 1970                       |
| نوع الوسائط | طباعة (كتاب ورقي)          |
| عدد الصفحات | 254 صفحة                   |

## نبذة عن الرواية
يعود (نادر جون لين) من مهمة مدتها عشر سنوات في الفضاء ليجد أن المراهقين في مدينة (سباسبورت) قد توزعوا وشكلوا عصابات  لكل منها  لباس محدد وعادات محددة كما انها لا تتسم بالعنف و  دور الوالدين في التربية في سن المراهقة أصبح أقل.
ويجد أيضا أن ابنته (سوزان) البالغة من العمر 16 عام قد انضمت إلى عصابة (ريد كات اوتفيت)والتي يعد أحدث عضو انضم اليها هو (بود) وهو جاسوس للأسطول الفضائي الذي تبع (جون لين)سرا أثناء عودته إلى الأرض.